# Soul Asylum

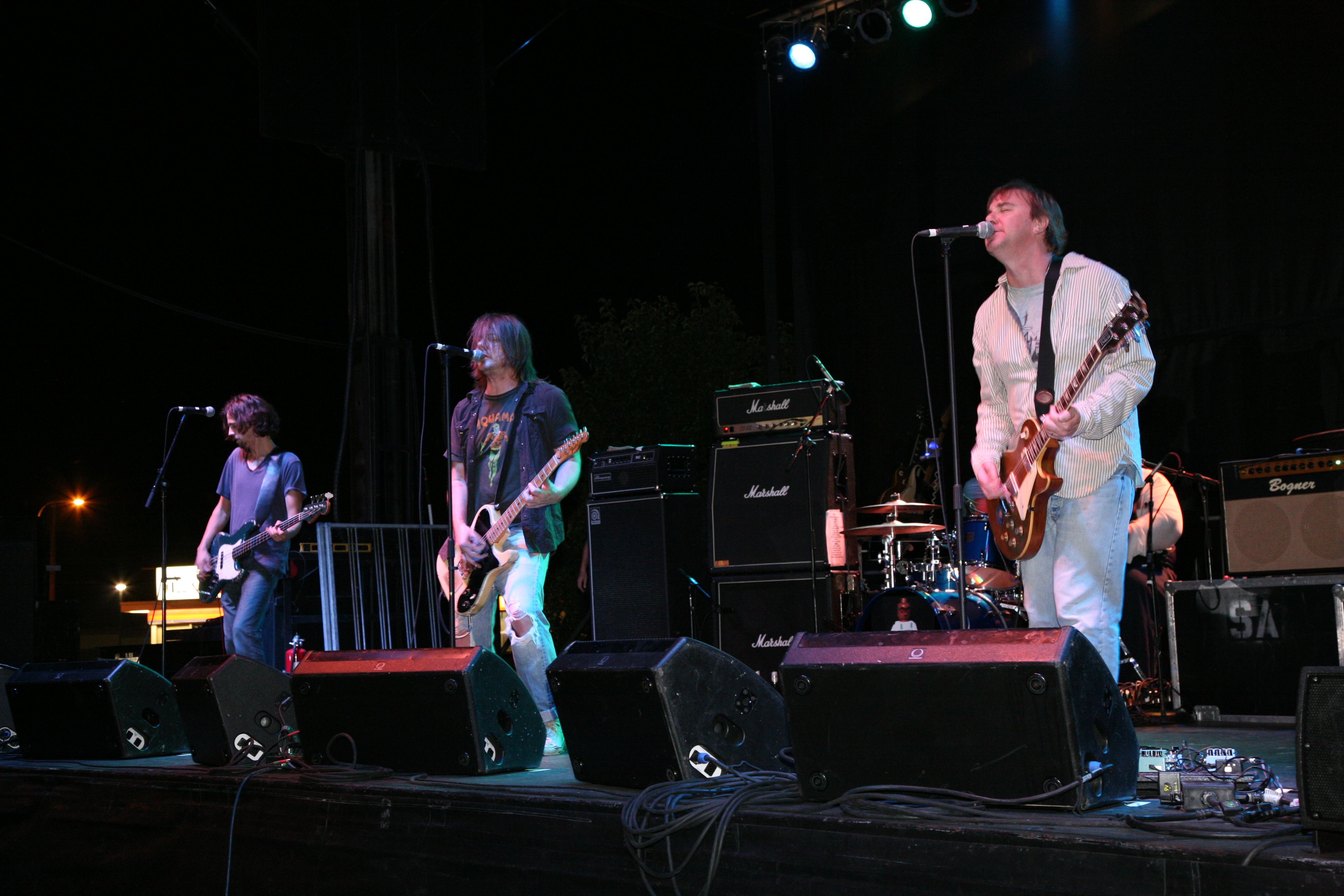
Soul Asylum in 2010

Soul Asylum is een rockband uit Minneapolis in Minnesota. De band werd opgericht in 1983 en had een grote hit met het nummer "Runaway Train" uit 1993. Daarnaast ontvingen ze voor deze single ook een Grammy.

## Geschiedenis
Soul Asylum kwam voort uit Loud Fast Rules, een band die in 1981 was opgericht door David Pirner (zanger-gitarist), Dan Murphy (gitarist), Karl Mueller (bassist) en Pat Morley (drummer). De band begon al snel op te treden in Minneapolis-Saint Paul en kreeg onmiddellijk een goede livereputatie dankzij de energieke optredens.
In 1984 bracht de groep hun debuutalbum Say What You Will... Everything Can Happen op cassette en vinyl uit. In 1988 werd het op cd uitgebracht onder de titel Say What You Will, Clarence... Karl Sold the Truck. Na het verschijnen van de plaat werd Pat Morley vervangen door Grant Young.
In 1986 bracht de band drie albums uit: Made to Be Broken, Time's Incinerator, dat voornamelijk B-kanten, demo's en nummers van Loud Fast Rules bevatte, en While You Were Out. De band bleef echter tamelijk onbekend bij het grote publiek.
De band werd in 1988 wel een contract aangeboden door A&M Records. Hier brachten ze twee albums op uit: Hang Time (1988) en And the Horse They Rode In On (1990). Ook deze albums verkochten maar magertjes en door de gehoorproblemen van Pirner wilde de groep er de brui aan geven.
Columbia Records bood hen begin jaren 90 echter een contract aan en de band bracht in 1992 hun succesalbum Grave Dancers Union uit. Hieruit kwam de single "Runaway Train" met bijhorende videoclip, die bijzonder veel gespeeld werd op muziekzender MTV. De video toonde foto's en namen van verdwenen kinderen en aan het eind van de clip werd een nummer getoond dat gebeld moest worden als de kijker een van deze kinderen gezien zou hebben. De clip werd aangepast per regio waarin hij afgespeeld werd.
Voor de opnamen van het volgende album, Let Your Dim Light Shine, werd drummer Grant Young ontslagen en vervangen door Sterling Campbell, die ook al de helft van Grave Dancers Union had ingedrumd. Het nummer "Misery" van de nieuwe plaat haalde nog wel de hitlijsten, maar in het algemeen was deze plaat minder succesvol dan Grave Dancers Union. In 1998 werd het laatste album voor Columbia Records uitgebracht, getiteld Candy from a Stranger.
Hierna volgde een lange stilte, onderbroken door een soloalbum van David Pirner in 2002.
In 2004 verscheen een liveplaat getiteld After the Flood: Live from the Grand Forks Prom, June 28, 1997, die in 1997 opgenomen was op een benefietconcert ten bate van de slachtoffers van een overstroming. Ook nog dat jaar verzorgde de band een benefietoptreden ten bate van bassist Karl Mueller, die keelkanker had. Op het moment van het optreden speelde Mueller nog wel mee, maar op 17 juni 2005 overleed hij aan de gevolgen van de kanker. Hij had ook nog de baspartijen voor een nieuw album opgenomen.
In juni 2006 werd dat album, getiteld The Silver Lining, uitgebracht op Legacy Recordings. Basgitarist Tommy Stinson en drummer Michael Bland waren nieuw in de band. In november en december 2006 toerden ze met Cheap Trick door Amerika.
In maart van 2011 liet zanger Dave Pirner aan het muziektijdschrift Rolling Stone weten binnen zes maanden een nieuw album uit te brengen.
In juli van 2012 kwam het tiende studioalbum Delayed Reaction uit bij 429 Records. In oktober van dat jaar verliet leadgitarist van het eerste uur en medeoprichter, Daniel Murphy, de band om een rustiger leven te gaan leiden.

## Bezetting

### Huidige bezetting
- David Pirner - zanger-gitarist
- Michael Bland - drummer
- Tommy Stinson - bassist

### Voormalige bandleden
- Karl Mueller - bassist
- Pat Morley - drummer
- Grant Young - drummer
- Sterling Campbell - drummer
- Ian Mussington - drummer
- Dan Murphy - gitarist

## Discografie
- Say What You Will, Clarence... Karl Sold the Truck (1984) (Twin/Tone)
- Made to Be Broken (1986) (Twin/Tone)
- While You Were Out (1986) (Twin/Tone)
- Hang Time (1988) (A&M)
- And the Horse They Rode In On (1990) (A&M)
- Grave Dancers Union (1992) (Columbia)
- Let Your Dim Light Shine (1995) (Columbia)
- Candy from a Stranger (1998) (Columbia)
- The Silver Lining (2006) (Legacy)
- Delayed Reaction (2012) (429 Records)